# Court of Common Pleas (England und Wales)
|  | Dieser Artikel oder Abschnitt wurde wegen inhaltlicher Mängel auf der Qualitätssicherungsseite der Redaktion Geschichte eingetragen (dort auch Hinweise zur Abarbeitung dieses Wartungsbausteins). Dies geschieht, um die Qualität der Artikel im Themengebiet Geschichte auf ein akzeptables Niveau zu bringen. Dabei werden Artikel gelöscht, die nicht signifikant verbessert werden können. Bitte hilf mit, die Mängel dieses Artikels zu beseitigen, und beteilige dich bitte an der Diskussion! |

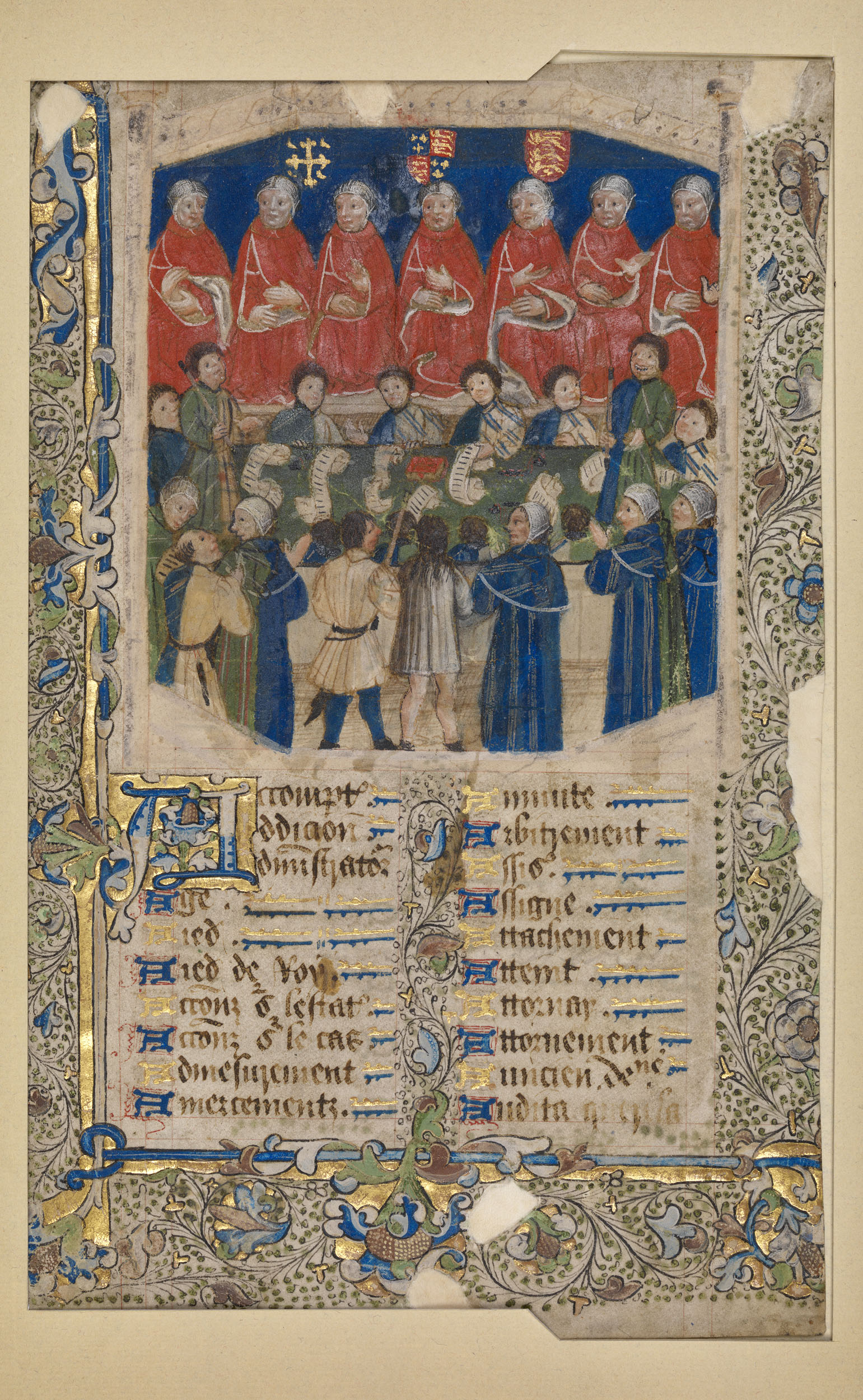
Verhandlung vor dem Court of Common Pleas. Um 1460 entstandene Buchmalerei.

Gerichtsorganisation vor den Judicature Acts 1873

Der Court of Common Pleas war ein oberer Gerichtshof in England bzw. in Großbritannien. Seine Geschichte geht bis in das 12. Jahrhundert zurück. Seine Aufgaben übernahm 1880 der High Court of Justice.

## Geschichte
Als ältestes dem Common-Law zuzurechnendes Gericht entstand er in den 1190er Jahren als Common Bench. Der Gerichtshof geht im Kern darauf zurück, dass Heinrich II. im Jahr 1178 fünf Mitglieder seines Hofes mit der Verhandlung von Rechtsstreitigkeiten zwischen Privatpersonen (pleas) beauftragte.
Der Common Bench befasste sich vor allem mit weltlichen Rechtsstreitigkeiten und wurde rasch mit hauptamtlichen, vom König ernannten Richtern besetzt, von denen bald einer eine Vorrangstellung als Chief Justice erhielt. Es blieb anfangs ein Teil des Königshofes und reiste mit ihm, bis die 1215 erlassene Magna Carta verlangte, dass die Zivilgerichtsbarkeit einem Gremium zugewiesen werden sollte, das an einem bestimmten Ort zusammentritt. Zu diesem Zeitpunkt ließ das Gericht sich in Westminster Hall nieder. Zwar gab es aufgrund von Bürgerkriegen oder anderer Krisen Unterbrechungen in der Tätigkeit des Gerichts, doch die Abfolge der Chief Justices ist dennoch ununterbrochen belegt. Als erster Senior Justice of the Common Pleas gilt Martin of Pattishall (1217–1229).
Im Spätmittelalter war der Common Pleas das aktivste, wenn auch nicht das höchste Gericht des Common-Law. In seine Zuständigkeit fielen nicht nur fast alle zivilrechtlichen Streitigkeiten, sondern auch die Aufsicht über die lokalen und herrschaftlichen Gerichte. Seine Urteile unterlagen jedoch der Überprüfung durch den Court of King’s (Queen’s) Bench.
Ab dem 15. Jahrhundert hatte das Gericht, das neben dem Chief Justice aus fünf weiteren Richtern bestand, bei Fällen zu Konten (account), Verträgen (covenant), Schulden (debt) und gerichtlichen Rückgabegeboten von illegal gehaltenem Eigentum (detinue) nahezu ein Monopol. Es konkurrierte dabei mit dem Court of King’s Bench und dem Court of Exchequer um die Zuständigkeiten im Bereich des Common-Law. Der Court of Common Pleas war dabei das teuerste und darum das für Richter, Kontoristen und Rechtsanwälte am meisten profitable Gericht. Die Krone profitierte ebenso am Gericht, weil dieses angewiesen war, jegliche Schulden mit Geldstrafen zu belegen und das persönliche Hab und Gut von Gesetzlosen zu konfiszieren.
Im 19. Jahrhundert war die Vielzahl von Schriftsätzen und konkurrierenden Gerichtsbarkeiten in England untragbar geworden. Durch den Supreme Court of Judicature Act 1873 wurde der Court of Common Pleas mit dem Court of Queen’s Bench und dem Court of Exchequer zum High Court of Justice zusammengelegt, der ursprünglich aus fünf Abteilungen bestand: King’s bzw. Queen’s Bench, Common Pleas, Exchequer, Chancery und Probate, Divorce and Admiralty. Im Jahr 1880 wurden die Abteilungen Common Pleas und Exchequer abgeschafft, so dass drei Abteilungen übrig blieben. Deren Leitung übernahm der Lord Chief Justice.
Heute gibt es in den USA noch Courts of Common Pleas, die aus der englischen Rechtstradition übernommen wurden.